# المجربة (وشحة)

تعديل مصدري - تعديل

المجربة هي إحدى قرى عزلة ضاعن بمديرية وشحة التابعة لمحافظة حجة، بلغ تعداد سكانها 306 نسمة حسب تعداد اليمن لعام 2004.